# دبليو. ليستر ليستر
دبليو. ليستر ليستر (بالإنجليزية: W. Lister Lister)‏ هو رسام أسترالي، ولد في 27 ديسمبر 1859 في سيدني في أستراليا، وتوفي بنفس المكان في 6 نوفمبر 1943.

## معرض صور

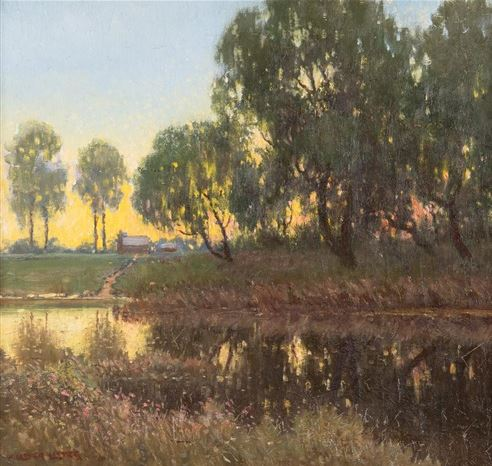
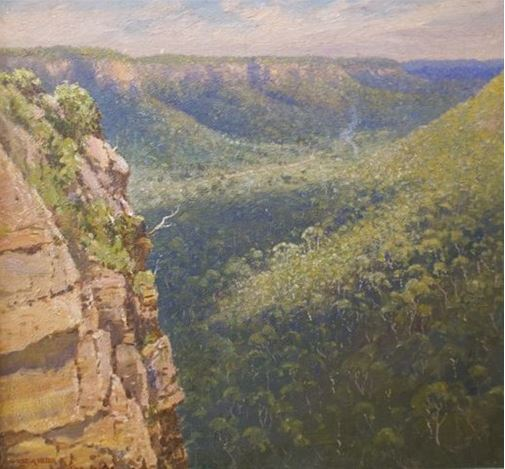
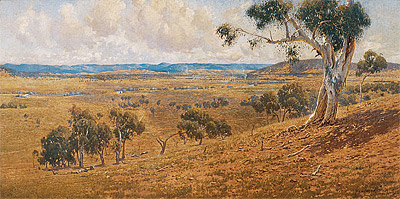
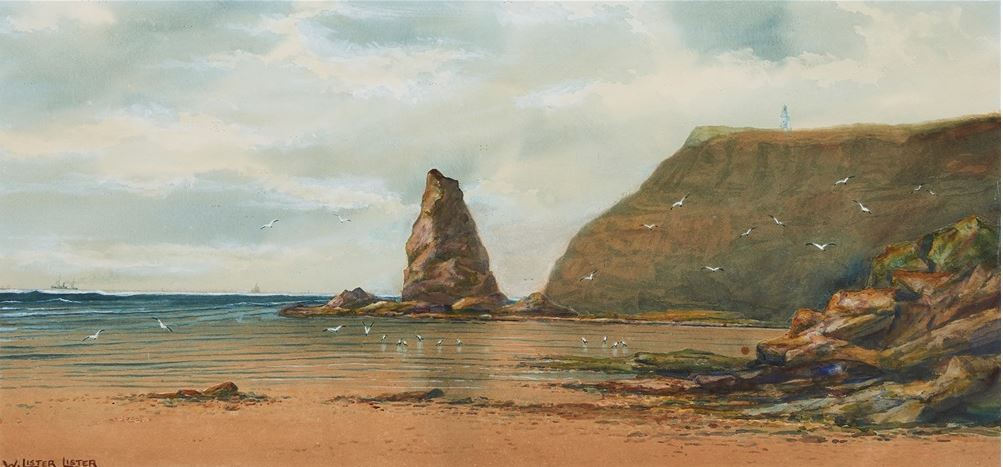